# Obadiah ben Jacob Sforno
Obadiah ben Jacob Sforno, italijansko-judovski rabin, biblicist, filozof in zdravnik, * 1475, Cesena, † 1550, Bologna.